# Yakushima
Yakushima (屋久島) es una de las islas de Japón, localizada al sur de la isla principal de Kyushu e integrada en la prefectura de Kagoshima, esta isla que se asemeja a un pentágono irregular, está separada de la isla Tanegashima por el estrecho de Vincennes (Yakushima Kaikyō). Tiene una extensión de 504,88 km² y cuenta con una población aproximada de unos 15.000 habitantes.
El punto más alto de la isla es el Miyanoura-dake con 1935 metros. Está cubierta por un denso bosque, compuesto sobre todo por Cryptomeria japonica, árbol conocido como Sugi en Japón, llamado erróneamente "cedro japonés" por traducción directa del inglés. Este antiguo bosque es característico de los climas templados. Está declarado Patrimonio de la Humanidad por la Unesco desde el año 1993, la zona protegida tiene una extensión de 10747 ha.
La isla de Yakushima ha sido el lugar de pruebas del fabricante de automóviles Honda, para el desarrollo de su motor de hidrógeno. La electricidad en la isla está producida por una central hidroeléctrica y el superávit energético se ha usado para producir hidrógeno, así Yakushima es un modelo para una sociedad totalmente libre de emisiones de gases de efecto invernadero.

## Historia
Yakushima ha estado habitada desde al menos el período Jomon. Se menciona por primera vez en documentos escritos de la dinastía Sui china del siglo VI, y en el Shoku Nihongi japonés en un texto fechado en 702. Formaba parte de la antigua provincia de Tane. A menudo se menciona en los diarios de viajeros entre la dinastía Tang de China y el período de Nara en Japón. Durante el período Edo, Yakushima fue gobernado por el clan Shimazu del dominio Satsuma y se lo consideró parte de la provincia de Umisumi. Después de la Restauración Meiji, la isla se ha administrado como parte de la prefectura de Kagoshima. En 2017, Yakushima fue golpeada por el tifón Noru causando una muerte.

## Geografía
Yakushima se encuentra aproximadamente a 61.3 kilómetros al sur del extremo sur de la península de Osumi en el sur de Kyushu, o 135 kilómetros  al sur de Kagoshima. El estrecho de Vincennes (Yakushima Kaikyō) lo separa de la cercana isla de Tanegashima, que alberga el Centro Espacial Japonés. Los lanzamientos periódicos de cohetes desde Tanegashima se pueden ver claramente desde Yakushima.
El lecho rocoso de la isla es de granito y, como tal, no alberga volcanes activos. Tiene un área de aproximadamente 504,5 kilómetros cuadrados. La isla tiene una forma más o menos circular, con una circunferencia de 89 kilómetros y un diámetro de 28 kilómetros. Las cumbres más altas en la isla son Miyanouradake (宮 之 岳,) 1.935 metros de altitud y Nagatadake (永田 岳), con 1.886 metros sobre el nivel del mar; sin embargo, Yakushima tiene otros 30 picos de más de 1000 metros de altitud. Hay numerosas fuentes termales en la isla.

## Flora y fauna
Yakushima contiene uno de los más grandes bosques subtropicales de hoja perenne existentes de las islas Nansei y de la ecorregión de hábitats en peligro de extinción. Los únicos animales grandes indígenas de la isla son los macacos de fondo rojo y una variedad de ciervos sika (yakushika). El tanuki o perro mapache también es común, pero no nativo de la isla. Las comadrejas japonesas (Mustela itatsi) también se pueden ver de vez en cuando.Las áreas costeras tienen arrecifes de coral en algunos lugares, aunque en un grado mucho menor que los que se encuentran más al sur en las islas de Okinawa.
Yakushima es famosa por su exuberante vegetación. La mayor parte de la isla ha sido talada en algún momento (desde al menos el período Edo), pero ha sido replantada y resembrada extensamente desde que la tala finalizó a fines de la década de 1960, momento en el que se estableció un régimen de conservación. Además de este bosque secundario, hay algunas áreas restantes de bosque primario, compuestas principalmente por una variedad de Cryptomeria japonica, o cedro japonés, conocido como yakusugi (屋 久,), cuyo ejemplar más conocido es el Jōmon Sugi (縄 文,), ya que su edad se estima que data de al menos el Período Jōmon de la historia japonesa, hace 2300 años. Además, la isla enumera más de 50 variedades de flores endémicas, notablemente Rhododendron, y cientos de Bryophyta, así como una serie de árboles endémicos.

## Clima
Yakushima tiene un clima subtropical húmedo, con veranos cálidos y húmedos e inviernos suaves. Es uno de los lugares más lluviosos del mundo, con un mínimo de 250 mm cada mes y un máximo de 773 mm solo en junio. La precipitación anual oscila entre 4000 y 10 000 mm. Se dice en la isla que llueve «35 días al mes», aunque en realidad llueve la mitad de los días. Hay periodos secos en otoño e invierno, mientras que los aguaceros más intensos tiene lugar en primavera y verano, acompañados con frecuencia de deslizamientos de tierra. Es el lugar situado más al sur del Japón donde se producen precipitaciones de nieve, con más de 30 picos que superan los 1000 m de altura, mientras que la temperatura del océano en esa zona nunca baja los 19 °C
.
| Parámetros climáticos promedio de Yakushima (1991–2020) | Parámetros climáticos promedio de Yakushima (1991–2020) | Parámetros climáticos promedio de Yakushima (1991–2020) | Parámetros climáticos promedio de Yakushima (1991–2020) | Parámetros climáticos promedio de Yakushima (1991–2020) | Parámetros climáticos promedio de Yakushima (1991–2020) | Parámetros climáticos promedio de Yakushima (1991–2020) | Parámetros climáticos promedio de Yakushima (1991–2020) | Parámetros climáticos promedio de Yakushima (1991–2020) | Parámetros climáticos promedio de Yakushima (1991–2020) | Parámetros climáticos promedio de Yakushima (1991–2020) | Parámetros climáticos promedio de Yakushima (1991–2020) | Parámetros climáticos promedio de Yakushima (1991–2020) | Parámetros climáticos promedio de Yakushima (1991–2020) |
| Mes                                                     | Ene.                                                    | Feb.                                                    | Mar.                                                    | Abr.                                                    | May.                                                    | Jun.                                                    | Jul.                                                    | Ago.                                                    | Sep.                                                    | Oct.                                                    | Nov.                                                    | Dic.                                                    | Anual                                                   |
| ------------------------------------------------------- | ------------------------------------------------------- | ------------------------------------------------------- | ------------------------------------------------------- | ------------------------------------------------------- | ------------------------------------------------------- | ------------------------------------------------------- | ------------------------------------------------------- | ------------------------------------------------------- | ------------------------------------------------------- | ------------------------------------------------------- | ------------------------------------------------------- | ------------------------------------------------------- | ------------------------------------------------------- |
| Temp. máx. abs. (°C)                                    | 25.3                                                    | 26.1                                                    | 29.6                                                    | 29.8                                                    | 31.9                                                    | 34.8                                                    | 35.2                                                    | 35.4                                                    | 34.7                                                    | 31.3                                                    | 30.7                                                    | 26.6                                                    | 35.4                                                    |
| Temp. máx. media (°C)                                   | 14.7                                                    | 15.5                                                    | 18.0                                                    | 21.4                                                    | 24.5                                                    | 26.9                                                    | 30.5                                                    | 30.9                                                    | 28.9                                                    | 25.2                                                    | 21.2                                                    | 16.8                                                    | 22.9                                                    |
| Temp. media (°C)                                        | 11.8                                                    | 12.3                                                    | 14.6                                                    | 17.8                                                    | 21.0                                                    | 23.7                                                    | 27.0                                                    | 27.5                                                    | 25.7                                                    | 22.2                                                    | 18.2                                                    | 13.9                                                    | 19.6                                                    |
| Temp. mín. media (°C)                                   | 8.9                                                     | 9.2                                                     | 11.3                                                    | 14.2                                                    | 17.5                                                    | 21.0                                                    | 23.9                                                    | 24.6                                                    | 22.8                                                    | 19.4                                                    | 15.2                                                    | 11.0                                                    | 16.6                                                    |
| Temp. mín. abs. (°C)                                    | 1.0                                                     | 0.7                                                     | 1.5                                                     | 4.5                                                     | 10.1                                                    | 13.7                                                    | 18.3                                                    | 19.6                                                    | 15.2                                                    | 9.1                                                     | 5.6                                                     | 2.2                                                     | 0.7                                                     |
| Precipitación total (mm)                                | 294.6                                                   | 289.2                                                   | 387.0                                                   | 405.5                                                   | 444.1                                                   | 860.3                                                   | 362.4                                                   | 256.5                                                   | 450.7                                                   | 309.9                                                   | 309.6                                                   | 281.8                                                   | 4651.6                                                  |
| Días de lluvias (≥ 1 mm)                                | 15.5                                                    | 13.6                                                    | 15.2                                                    | 12.6                                                    | 12.6                                                    | 18.5                                                    | 11.5                                                    | 12.9                                                    | 14.0                                                    | 11.5                                                    | 11.7                                                    | 14.6                                                    | 164.2                                                   |
| Horas de sol                                            | 74.9                                                    | 83.2                                                    | 117.9                                                   | 146.2                                                   | 152.7                                                   | 100.0                                                   | 209.9                                                   | 201.3                                                   | 139.8                                                   | 115.9                                                   | 97.3                                                    | 78.8                                                    | 1517.9                                                  |
| Humedad relativa (%)                                    | 68                                                      | 68                                                      | 69                                                      | 71                                                      | 76                                                      | 85                                                      | 83                                                      | 82                                                      | 81                                                      | 74                                                      | 71                                                      | 69                                                      | 74.8                                                    |
| Fuente n.º 1: Agencia Meteorológica de Japón            |                                                         |                                                         |                                                         |                                                         |                                                         |                                                         |                                                         |                                                         |                                                         |                                                         |                                                         |                                                         |                                                         |
| Fuente n.º 2: Agencia Meteorológica de Japón            |                                                         |                                                         |                                                         |                                                         |                                                         |                                                         |                                                         |                                                         |                                                         |                                                         |                                                         |                                                         |                                                         |

## Transporte
El aeropuerto de Yakushima que presta servicio aéreo a toda la isla.